# Lasianthus coffeoides
Lasianthus coffeoides är en måreväxtart som beskrevs av Philip Furley Fyson. Lasianthus coffeoides ingår i släktet Lasianthus och familjen måreväxter. Inga underarter finns listade i Catalogue of Life.